# Kuźnice Straszyn

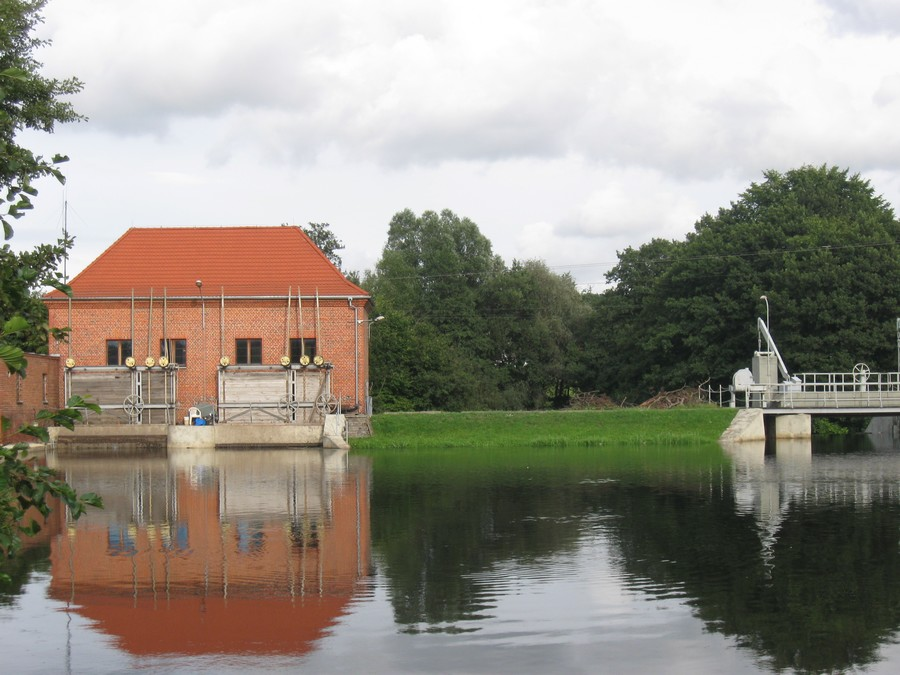
Elektrownia wodna

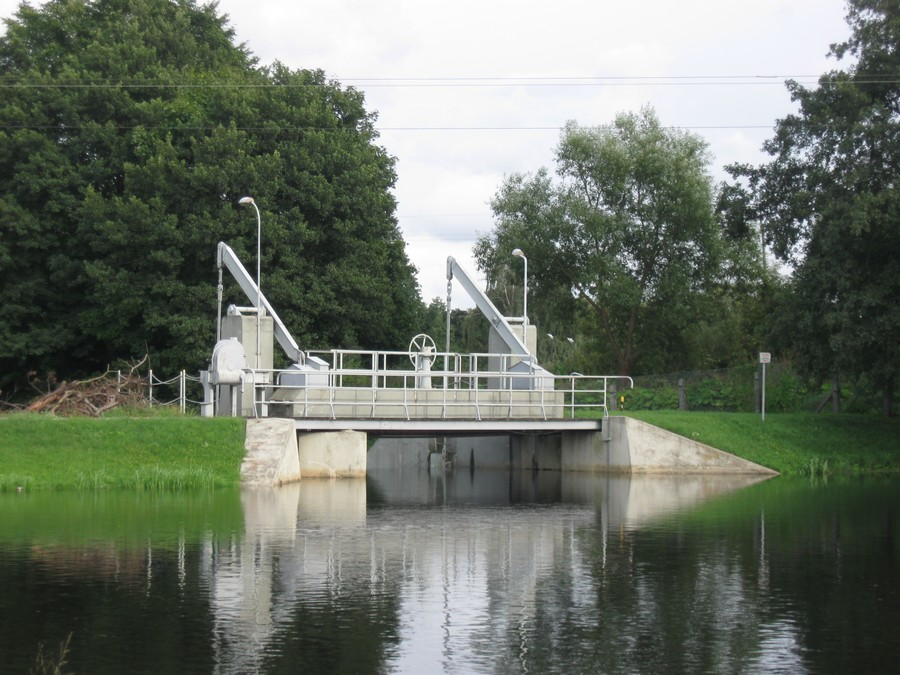
Jaz klapowy

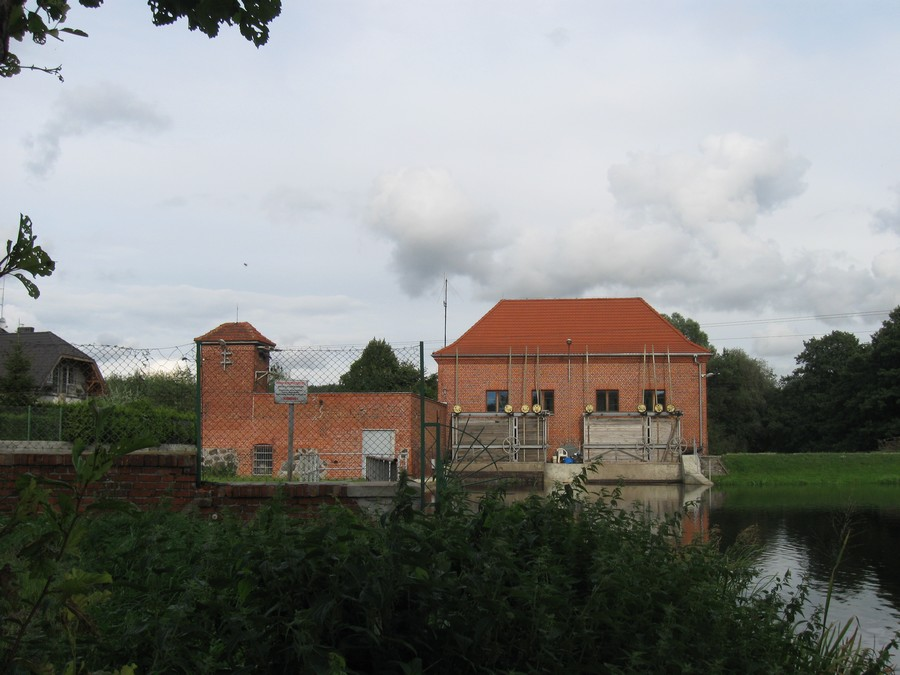
Dawna kuźnia, obecnie elektrownia

Kuźnice (niem. Hammermühle) – dzielnica Straszyna w woj. pomorskim, w powiecie gdańskim, w gminie Pruszcz Gdański nad Radunią.

## Elektrownia wodna
Elektrownię wodną Kuźnice uruchomiono w 1934 roku. Jest elektrownią przepływową pracującą w ścisłym powiązaniu z elektrowniami w Straszynie i w Prędzieszynie, to znaczy cała woda zrzucona w przekroju Straszyna musi przejść przez stopnie w Prędzieszynie i w Kuźnicach. Zarówno Prędzieszyn jak i położone poniżej Kuźnice są "dolnymi stopniami" Elektrowni Wodnej Straszyn. Na dolnej Raduni od początku inwestował Gdańsk. Decyzję o uzupełnieniu kaskady Raduni pomiędzy stopniami w Straszynie i Pruszczu podjęto pod koniec lat dwudziestych. Ustawa Senatu Wolnego Miasta o komunalizacji energii pozwoliła na przejęcie od Ferdynanda Schichaua nadraduńskich terenów przez Miasto i już w połowie lat dwudziestych powstały elektrownie Łapino i Bielkowo, które stworzyły zaczątek kaskady pracującej szczytowo. Przełyk tych elektrowni wynosi ok. 22 m³/s. Miasto przejmując młyny i kuźnie wodne wraz z uprawnieniami do piętrzenia w nich wody od Straszyna w dół miało już wizję przyszłej zabudowy Raduni. Planowano rozbudowę stopnia w Straszynie i zwiększenie przełyku do co najmniej 21 m³/s, następnie zaś wykorzystanie przez elektrownie wodne spadu pomiędzy Straszynem i Pruszczem. Jako pierwszą pobudowano elektrownię w Kuźnicach na miejscu kuźni wodnej, która mieściła się w części budynku dzisiejszej rozdzielni elektroenergetycznej. Była to właściwie gruntowna modernizacja obiektu. W kuźni pracowała jedna turbina BHC, z której napęd poprzez przekładnie drewniane i pasowe był przenoszony na urządzenia mechaniczne zakładu. Przeprofilowano rurę ssącą i wstawiono w jej miejsce turbinę Francisa o mocy 180 kW i przełyku 7 m³/s z generatorem. Aby osiągnąć zamierzony przełyk elektrowni dobudowano obecną maszynownię i tam zainstalowano turbinę Kaplana o mocy 400 kW i przełyku 13 m³/s. Zlikwidowano stary jaz usytuowany 120 m w górę rzeki, który piętrzył wodę dla kuźni. Budowa nowej zapory i jazu umożliwiła zwiększenie piętrzenia w Kuźnicach do obecnej rzędnej tak, że zatrzymały się dwa młyny powyżej. Cofka Kuźnic nie sięgnęła jednak do samego Straszyna, gdzie tymczasem trwały prace przy dobudowywaniu jednego turbozespołu. Przełyk w Kuźnicach, 20 m³/s, dostosowano do projektowanej przepustowości turbin w Straszynie. Podczas wojny elektrownia pracowała. Powojenny rozruch nastąpił 10 lipca 1945 roku. Elektrownia przeszła w 1962 roku daleko idącą modernizację, polegającą na wymianie starej turbiny Francisa na śmigłową z nastawnymi łopatami wirnika.
W skład elektrowni wchodzą:
- zapora ziemna z jądrem iłowym, wysokość od stopy 6,00 m, długość 32,0 m,
- kanały odpływowe o długości 480 m,
- jaz żelbetowy klapowy z upustem głębinowym o łącznym świetle 10,0 m,
- elektrownia wodna.